# Артър, принц на Уелс
Артър Тюдор (на английски: Arthur Tudor; * 20 септември 1486; † 2 април 1502) е принц на Уелс, граф на Честър и херцог на Корнуол като най-възрастният син и наследник на английския крал Хенри VII. На Артър се гледа от съвременницте му като на голямата надежда на новооснованата династия Тюдор. Майка му Елизабет Йоркска, е дъщеря на Едуард IV и раждането му циментира съюза между династия Тюдор и династия Йорк.

## Живот
Планове за женитбата на Артър започват преди третия му рожден ден, той е направен принц на Уелс две години по-късно.
Той израства особено сближен със сестра си Маргарет и брат си Хенри, херцог на Йорк, с когото споделя учители. На 11-годишна възраст Артър е формално сгоден за Катерина Арагонска, дъщеря на силните католически монарси на Испания, в опит за създаване на Англо-испански съюз против Франция. Артър е добре образован и, за разлика от модерните вярвания, е в добро здраве през по-голямата част от живота си. Скоро след женитбата си за Катерина през 1501 г., двойката се настанява в замъка Лъдлоу в Шропшър, където Артър умира 6 месеца по-късно от неизвестно заболяване. Катерина по-късно твърдо заявява, че бракът не е бил консумиран.
Една година след смъртта на Артър, Хенри VII подновява усилията си за англо-испански съюз като урежда Катерина да се омъжи за брата на Артър Хенри VIII, който е направен принц на Уелс и се възкачва на трона през 1509 г. Въпросът за консумацията на бракът на Артър и Катерина е използван по-късно от Хенри като претекст да се разведе с нея, което води до реформацията в Англия и разделянето на Англиканската църква от Римокатолическата църква.